# ウィメン・アゲインスト・フェミニズム
ウィメン・アゲインスト・フェミニズム（Women Against Feminism）は、フェミニズムを拒絶する反フェミニストと同等の理想を共有する、形式ばらない運動。運動の方法として、ハッシュタグ「#WomenAgainstFeminism」に「自分撮り」と、現代のフェミニズムに反対する理由を示す手書きのメッセージの画像を添付して投稿する。ほとんどの投稿は、「だからフェミニズムは必要ない」（I don't need feminism because）という文で始まり、その後に理由が続く。
この運動の支持者は、主にTwitterやTumblrなどのソーシャルメディアプラットフォームを使用し、Facebook、Instagram、YouTubeなどのサイトでキャンペーンを行ってそれらの意見を述べている。 